# Kalanchoe daigremontiana
Kalanchoe daigremontiana (synoniem:  Bryophyllum daigremontianum), ook wel broedblad of bommenwerper genoemd, is een succulent die inheems is in Madagaskar en die behoort tot de vetplantenfamilie (Crassulaceae).

## Eigenschappen
Kalanchoe daigremontiana groeit rechtop, en heeft langgerekte, groene bladeren met paarse vlekken aan de onderkant. Gemiddeld wordt de plant ongeveer 1 meter hoog, met bladeren van 15-20 cm lang en ongeveer 3,2 cm breed. Alle delen van de plant zijn giftig.
Verder behoort de plant tot de zogenaamde broedplanten, wat betekent dat de bladranden van de plant jonge planten voortbrengt, met wortels. Vanaf een zeker moment – soms al vanaf het begin – laat de plant zijn broed op aarde vallen, zodat de jonge planten kunnen wortelen en uitgroeien tot volwassen planten. Door deze eigenschap vermeerdert Kalanchoe daigremontiana zich zeer snel.

Kalanchoe daigremontiana
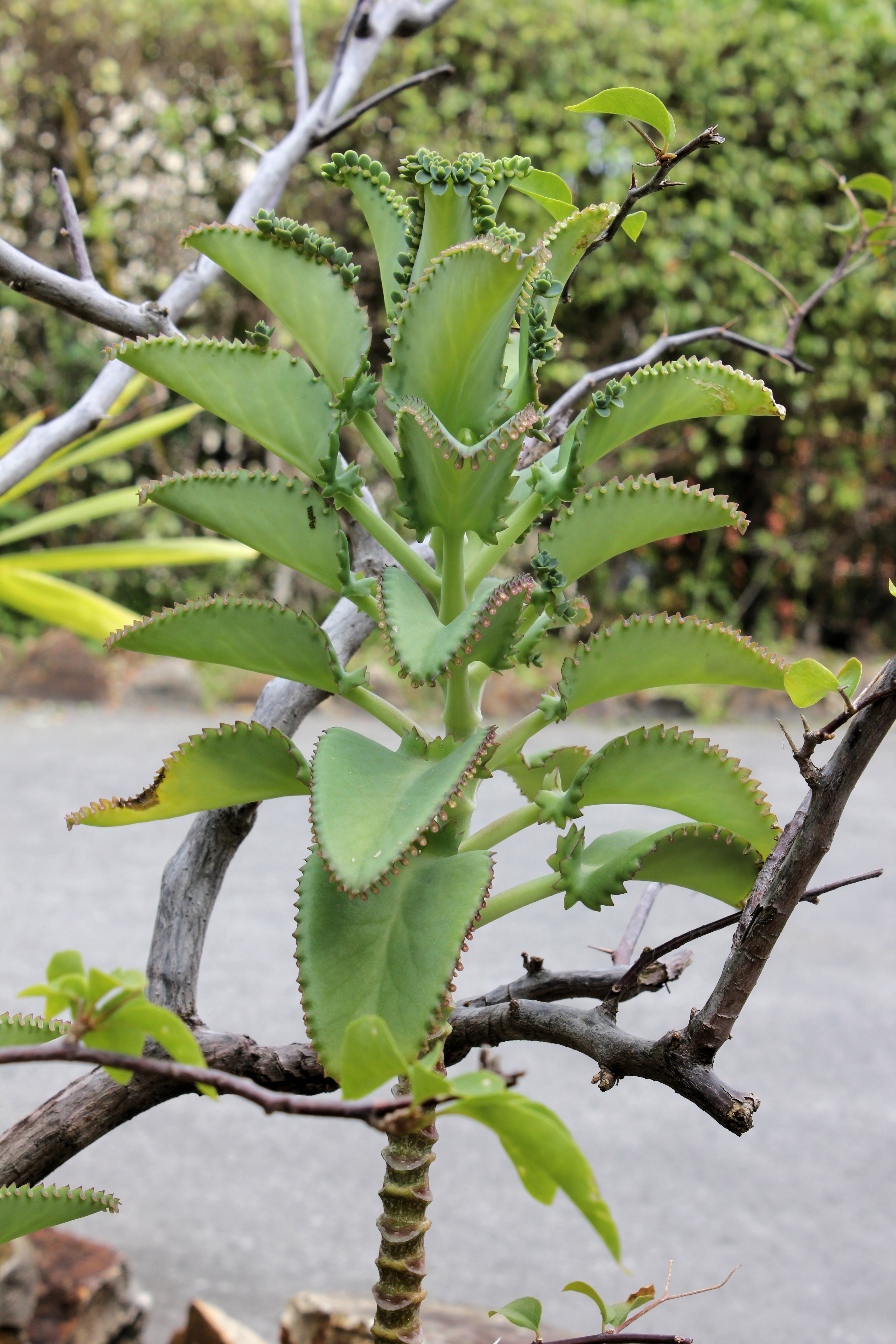
bladeren van de plant
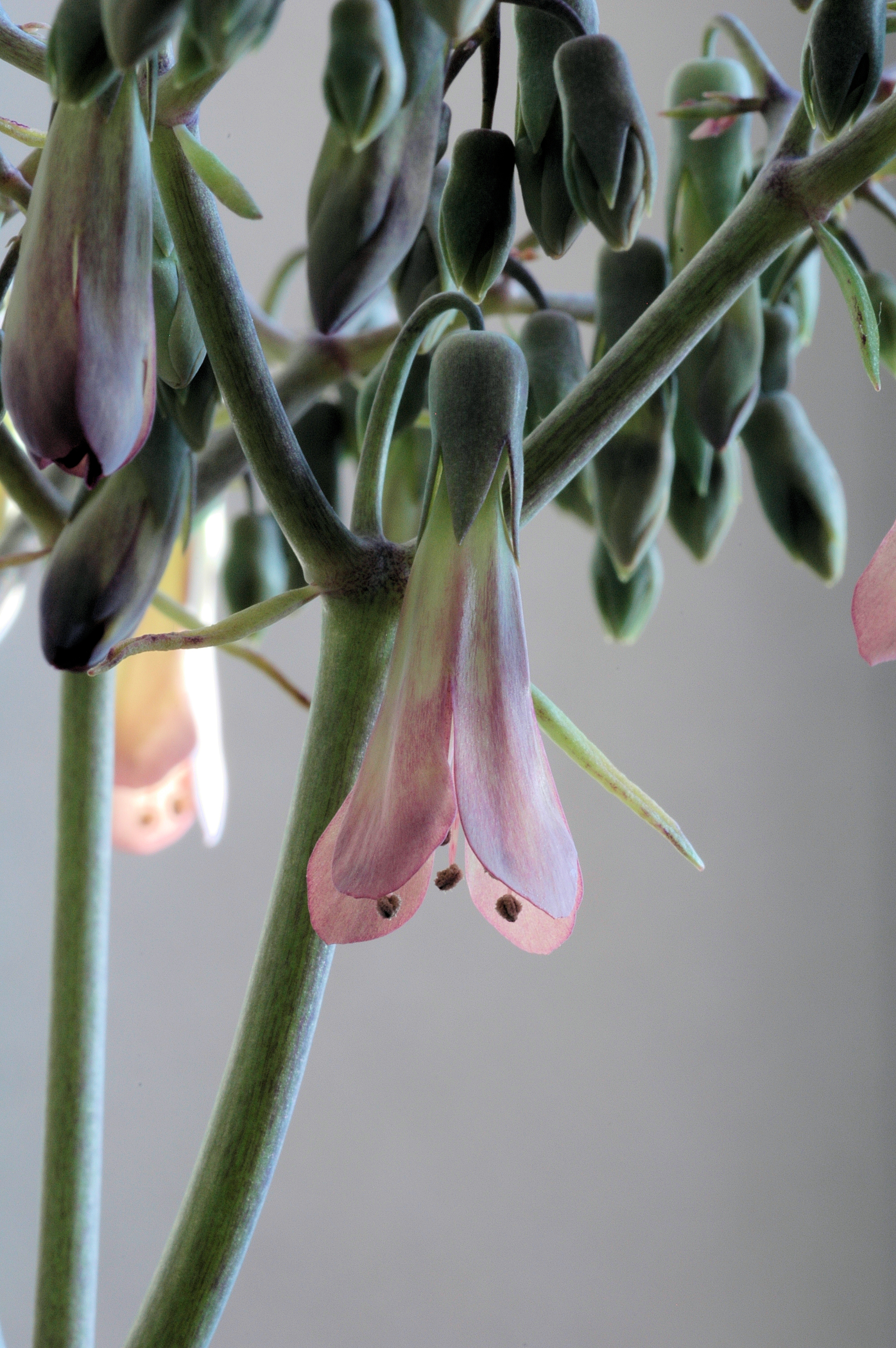
Bloeiende plant detail
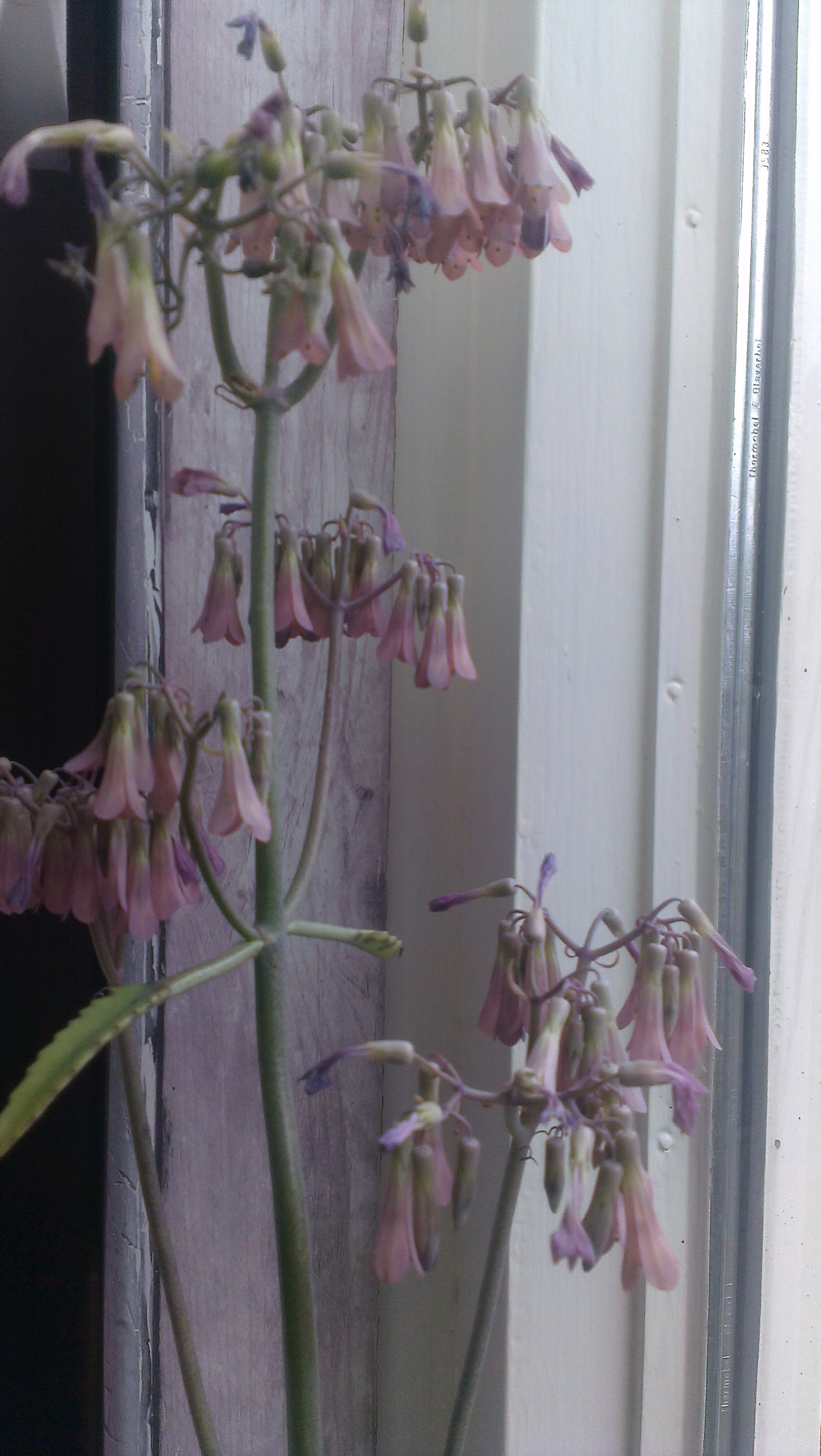
Bloeiende plant

## Stekken
Kalanchoe daigremontiana kan als kamerplant worden gehouden. Omdat de plant tot de broedplanten behoort, is vermenigvuldigen zeer makkelijk. Als de afgevallen planten niet spontaan wortelen, dan kunnen de jonge planten zelf in de aarde gelegd worden. Als de aarde vochtig blijft, ontwikkelen de jonge planten tot een volwassen plant.
... · 
K. blossfeldiana · 
K. daigremontiana · 
K. thyrsiflora (Woestijnroos) · 
K. tomentosa (Pandaplant) · 
...